# Тетьора Антон Кирилович
Тетьо́ра Анто́н Кири́лович (23 липня 1927 Чернещина — 11 березня 2007) — український художник-графік. З 1962 року член Національної спілки художників України. Заслужений художник УРСР (1978).

## Біографічні дані
В 1956 закінчив Київський державний художній інститут. Педагоги з фаху — Пащенко Олександр Софонович, Селіванов Іван Михайлович. Працював головним художником у видавництві Дніпро. 

## Твори
- Обкладинка збірки оповідань «Золотий кораблик» Бориса Антоненка-Давидовича (1960);
- Ілюстрації до книжки «Вечірня зіронька» Тараса Шевченка (1960);
- Ілюстрація до «Букваря» (1965);
- Ілюстрація до книжки «Зачарована Десна» Олександра Довженка (1978);

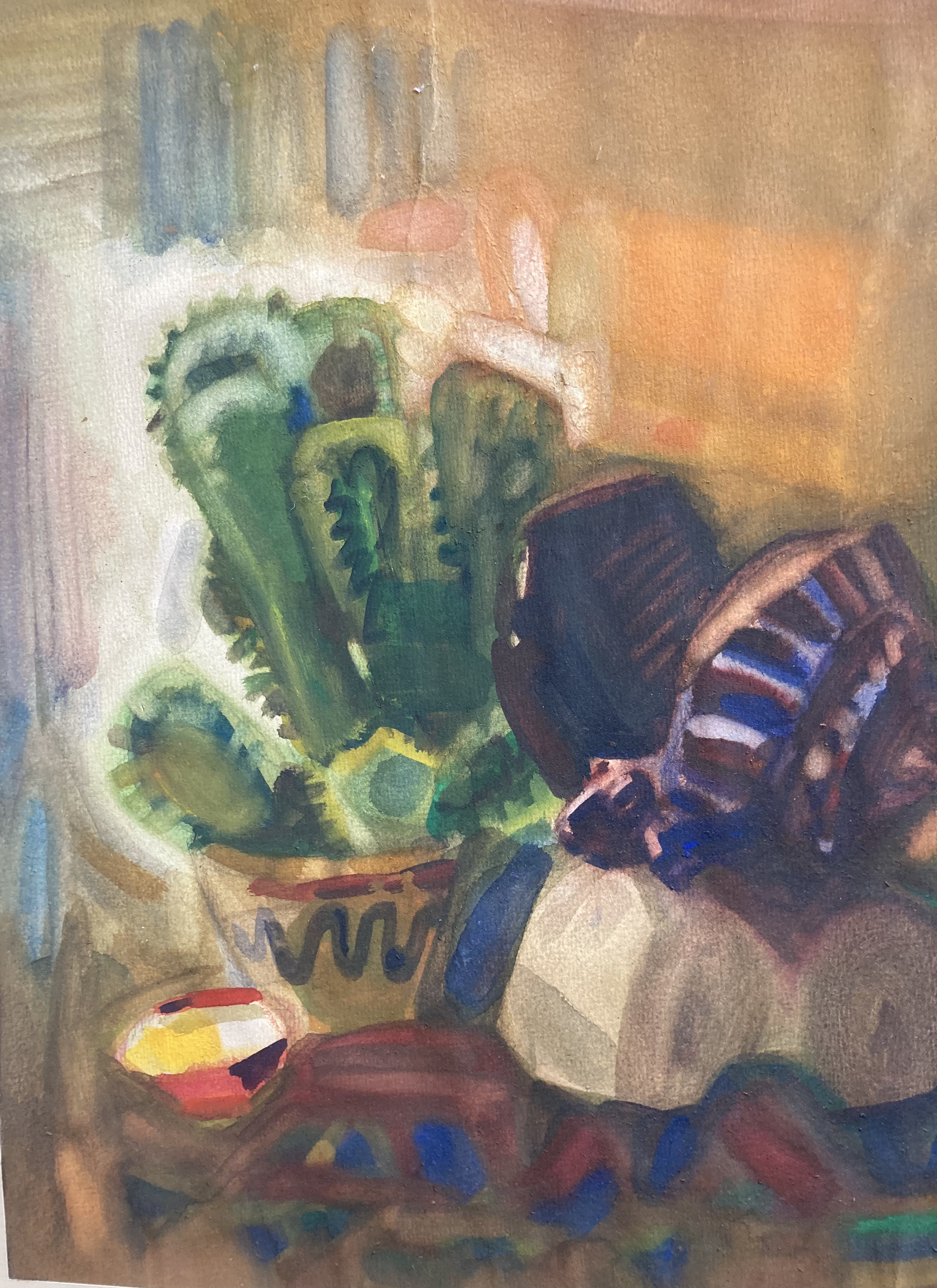
Натюрморт з баранцем

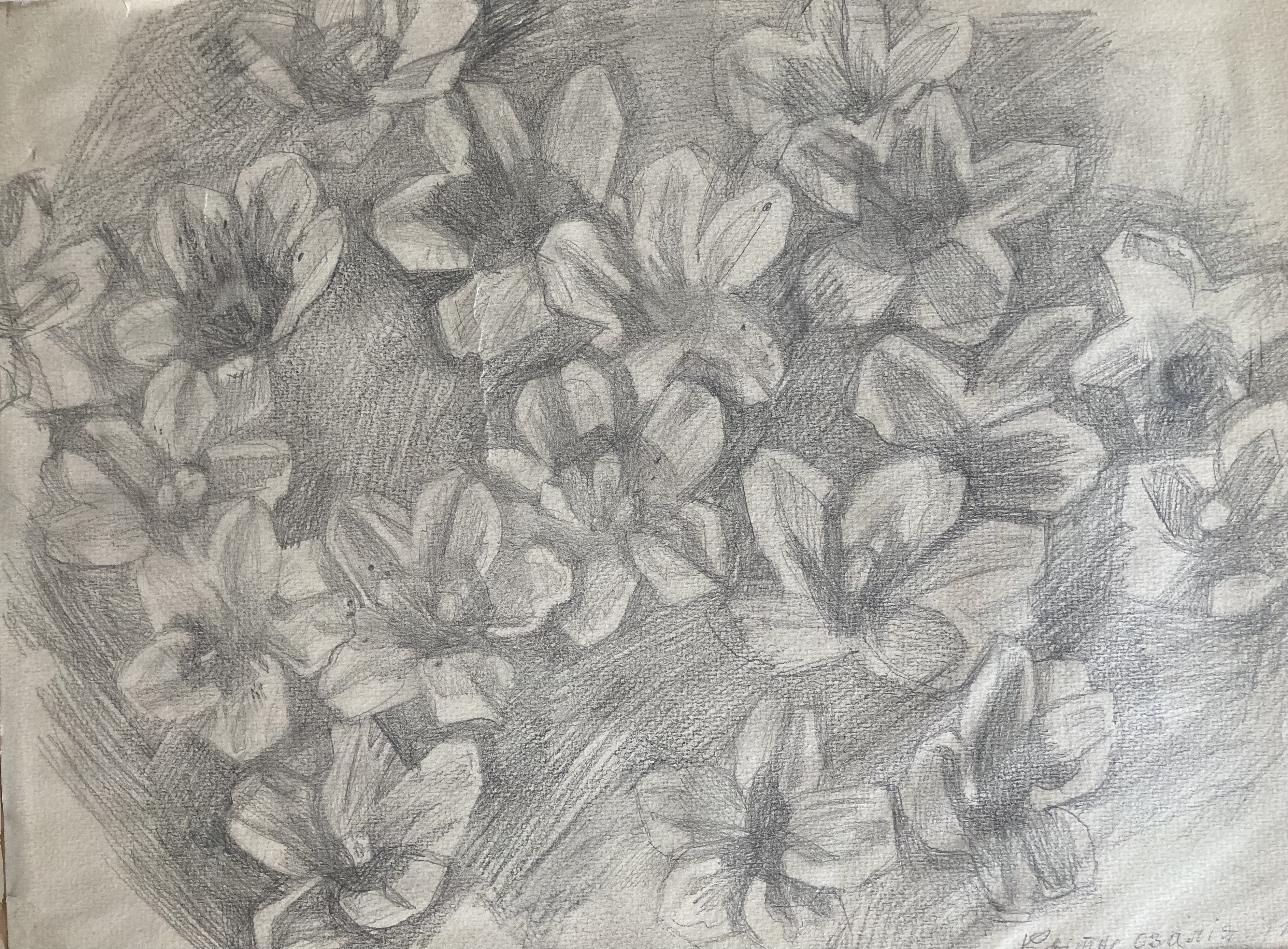
Графіка азалія квітне

- «Яблука дозріли» (1981).